# Emirat maghrawa de Fes
L'emirat maghrawa de Fes fou un estat musulmà que va existir amb capital a Fes del 980 al 1069. El Magreb occidental fou ocupat pels zírides (al servei dels fatimites) el 1079-1080, però el cap dels maghrawa, que s'havien instal·lat a la zona fugint del Magreb central, va demanar ajut a Còrdova i els zírides es van haver de retirar. El govern cordovès va tenir la zona com una província governada de fet pel cap maghrawa, però vers 986 el cap principal va passar a ser l'emir dels Banu Ifran; aquesta situació va durar poc després es donava el govern a un cap maghrawa que va governar amb seu a Fes (del 994 al 997 a Oudja) en endavant excepte les breus ocupacions andalusina (997-999), ifranita (1033-1038) i almoràvit (1063-1065). Des de 1012, caigut el califat cordovès, fou un estat independent.

## Història
Bulugguín ibn Ziri, l'emir zirida al servei dels fatimites, va iniciar el 979 una ofensiva contra els maghraes i ifranites que reconeixien al califa de Còrdoba. Va ocupar Tubna, Baghaya, al-Masila (Msila), Biskra, Tahart i altres ciutats dominant el Magreb central i els maghrawa i els seus aliats zenetes van abandonar Tlemcen i el Chelif i van creuar el Muluya entrant al Magreb occidental (Maghrib al-Aksa). Buluggin els va perseguir amb èxit i els va atrapar finalment prop de Sigilmasa on els va derrotar. Al-Khayr ibn Muhammad ibn al-Khayr fou fet presoner i poc després executat.
Els maghrawa es van posar a les ordes del seu fill Muhammad ibn al-Khayr i van poder arribat a la zona costanera de Ceuta i Tànger que restava en mans dels omeies mentre els zírides/fatimites es van apoderar de Fes i Sigilmasa. Altres dos caps maghawes van exercir un poder important dins el grup: Ziri ibn Atiyya ibn Abd Allah ibn Khazar i el seu germà Mukatil ibn Atiyya ibn Abd Allah ibn Khazar. Entre els tres dirigien totes les fraccions dels maghrawes. Quan es van retirar els zírides, els maghrawa i els seus aliats zenetes van poder recuperar el Magreb occidental però l'hegemonia dels zanates va retornar aviat als Banu Ifran.
El que fou cap d'aquests, Yala ibn Muhammad al-Ifrani, havia mort en la lluita contra els fatimites manats pel general Djawhar al-Sikilli el 958/959 i el seu fill Yaddu va fugir inicialment al Sàhara; després va retornar al Magreb central (962-971) i fou un dels caps zenates que van lluitar contra els fatimites (971-979) aliat als maghrawa i a Djafar ibn Ali ibn Hamdun (nomenat governador omeia del Magrib des de 975/976) i va arribar a ser considerat el cap zanata més influent; en l'ofensiva zírida/fatimita del 979 Yaddu ibn Yala va haver de fugir altre cop, sense poder retornar fins que Buluggin va abandonar el Magreb occidental (vers 980) i llavors Yaddu s'hi va establir i el 986/987 va rebre el nomenament com a governador del califa cordovès amb seu a Fes, que fins aleshores havia estat domini dels maghrawa.
Aquestos s'havien dividit en dos grups, meridional i septentrional, ambdós sota protectorat omeia. En el grup septentrional apareixen com a caps:
- Baksas ibn Sayyid al-Nas vers 979
- Mukatil ibn Atiyya vers 980-?
- Khazrun ibn Muhammad
- Falful ibn Said

Al grup meridional apareix com a cap Khazrun ibn Falful ibn Khazar. Aquest grup des del 976 o 977 havia intentat conquerir Sigilmasa que estava en poder del Banu Midrar dels miknasa. El 977 ja dominaven la ciutat i Khazrun va rebre un diploma d'investidura del hàjib Almansor (el primer ministre del califat omeia de Còrdova) i van conservar el poder a aquesta regió fins a l'arribada dels almoràvits. Vegeu Emirat maghrawa de Sigilmasa.
Muhammad ibn al-Khayr ibn Muhammad II era el cap dels maghrawa encara el 980 en la segona expedició de Bulugguín ibn Ziri al Magreb occidental. Va fugir i es va dirigir a Còrdova. L'hàjib Almansor el va rebre i va decidir enviar una expedició al Magreb el comandament de la qual va encarregar a Djafar ibn Ali ibn Hamdun (el governador omeia del Magreb de vers 975 a 979). Aquest exèrcit es va reunir als contingents ifranites i maghrawes a Ceuta. Buluggín va renunicar a enfrontar-se a un contingent tant poderós i es va retirar cap altres parts del Magreb. Així Muhammad ibn al-Khayr ibn Muhammad II va tornar a dominar el Magreb sota l'autoritat d'un governador omeia.
El governador el 985/986 era Abu l-Hakam Amr ibn Abd Allah ibn Abi Amir i Muhammad apareix com el principal emir o xeic dels que li estaven supeditats. Però Mukatil ibn Atiyya i Ziri ibn Atiyya, altres emirs dels maghrawa septentrionals eren considerats més propers i fidels als omeies i el 986 Muhammad va perdre el comandament del grup septentrional en favor de Mukatil ibn Atiyya i a la mort d'aquest el 988/989, la direcció dels maghrawa va passar a Ziri ibn Atiyya que poc abans (vers 987/988) o poc després (les dates varien entre 989 i 992) fou nomenat governador del Magreb occidental (amb seu a Fes) per Almansor, posició que abans tenia Yaddu ibn Yala dels Banu Ifran, considerat menys favorable als omeias (Almansor considerava que Yaddu acumulava massa poder). Yaddu es va revoltar.
Els maghrawa es van instal·lar així a Fes i tardaran un segle a retornar a les seves terres del Chelif. Van conservar el poder a Fes fins a l'arribada dels almoràvits. Vers el 992 Ziri ibn Atiyya apareix en combat al servei de Còrdova contra el zírida al-Mansur ibn Bulugguín (984-996). Ziri ibn Atiyya i els seus aliats omeies van lluitar també contra el ifrànida Yaddu ibn Yala, que hauria ocupat Fes almenys dues vegades. El 993 Ziri ibn Atiyya va fer un viatge a Còrdova convidat per Almansor i al tronar va trobar Fes en poder de Yaddu; després d'una lluita acarnissada el va poder expulsar, i el derrotat va acabar havent de fugir al Sàhara on va morir el 993/994. Els seus descendents van establir un emirat a Salé i Tadla. Vegeu Banu Ifran.
Ziri ibn Atiyya planejava retornar al Chelif i considerava Fes com una capital poc adequada per un estat maghrawa més extens i el 994 va fundar una nova capital on residir ell mateix i els caps supeditats de la confederació Maghrawa; la nova capital es va dir Oudja (Wadjda o Wajda) i estava just a la frontera entre els moderns estats del Marroc i Algèria. Allí es va instal·lar amb les seves tropes i els seus fidels i familiars.
Progressivament les relacions amb Còrdova es van deteriorar i Ziri es va acabar independitzant del califat i de l'hàjib Almansor. Aquest va enviar una expedició manada pel llibert Wadih (Muhàmmad ibn Hixam), que fou derrotat en una batalla a la riba del uadi Radat; Almansor va enviar una segona expedició al front de la qual va posar al seu propi fill Abd-al-Màlik al-Mudhàffar (997). Ziri ibn Atiyya fou derrotat dues vegades i quan es va retirar cap a Fes els habitants li van tancar les portes. Abd al-Malik va entrar a la ciutat poc després i Ziri va fugir cap al Sàhara
Va sortir d'allí per provar de formar un regne al Magrib central en territori sota domini del zírida Nàssir-ad-Dawla Badis ibn al-Mansur i es va presentar a la zona el 998 però fou derrotat per Hammad ibn Bulugguín ibn Ziri, germà de l'antic emir al-Mansur ibn Bulugguín. Després de la victòria d'Hammad, Ziri ibn Atiyya, que va rebre el suport del seu parent Falful ibn Said, un altre dels principals caps maghrawes, es va recuperar i va aconseguir ocupar Tahart, el Chelif, Ténès i al-Masila (Msila); fins i tot va assetjar Ashir, capital dels sanhadja, però va morir el 1001 abans de conquerir la ciutat. Alguns oncles de l'emir zírida Badis havien donat suport al cap maghrawa, però a la mort d'Atiyya, i després d'algunes victòries d'Hammad, foren derrotats.
Els maghrawa van designar com a nou emir a al-Muizz ibn Ziri, fill del difunt. Aquest príncep no compartia la política del seu pare en contra d'Almansor i vers el 999 ja havia estat establert pel primer ministre omeia com a governador omeia a Fes. Al segle xi els maghrawa, segurament del clan Banu Khazar que governava a Fes, van dominar a Tlemcen en circumstàncies desconegudes. Segons Ibbn Khaldun, al-Muizz ibn Ziri (1099-1026) va arrabassar Tlemcen i la seva regió al zírida Nàssir-ad-Dawla Badis ibn al-Mansur i en va confiar el govern a un parent de nom Yala ibn Muhammad, fill de l'emir Muhammad ibn al-Khayr ibn Muhammad II (emir dels maghawes vers 979-986) origen del segon emirat maghrawa de Tlemcen.
A la mort d'Almansor l'11 d'agost de 1002 el va succeir el seu fill Abd-al-Màlik al-Mudhàffar que tot seguit (1002/1003) va nomenar a al-Muizz ibn Ziri com a governador de tot el Maghrib al-Aksa (amb seu a Fes) i el 1006 li va enviar la carta d'investidura, quedant exclòs el territori de Sigilmasa on regnava una altra branca maghrawa fidel a Còrdova. El 1012 a la caiguda del califa, va quedar independent i el 1016/1017 va entrar en guerra amb l'emirat de Sigilmasa per la regió del Muluya, que en gran part fou conquerida pels maghrawa meridionals junt amb altres territoris de Fes. Al-Muizz ibn Ziri els va enfrontar però fou derrotat per les forces de Sigilmasa i va retornar a Fes només amb les restes de les seves tropes.
Al-Muizz va morir el 1026 i el va succeir son cosí patern Hamama ibn al-Muizz ibn al-Atiyya que ja el 1025 havia estat associat al govern i designat hereu. El 1032 va esclatar la guerra amb els Banu Ifran de Salé (Shalla) governats per Abu l-Kamal Tamim ibn Ziri que va avançar sobre Fes i la va ocupar (1033). Hamama es va retirar a l'est cap a Oudja i Ténès a la part oriental del seu regne. Hi va restar cinc anys reclutant tropes i preparant la tornada que es va produir el 1037/1038. El 1038 Abu l-Kaman es va haver de retirar de Fes i retornar a Salé. Seguidament Hamama va seguir la política antisanhadjiana tradicional i va combatre el hammàdides, dinastia fundada per Hammad ibn Bulugguín in Ziri que tenia per centre a la Kala fundada el 1008. El príncep hammàdida al-Kaid ibn Hammad (1028-1054) fill del fundador, va subornar amb fortes quantitats a les tropes zenetes de Hamama i davant la imminència de la defecció dels soldats, Hamama va fer submissió als hammàdides i va retornar a Fes on va morir entre 1039 i 1041/1042.
El successor fou el seu fill Abu Attaf Dunas ibn Hamama (vers 1040/1041 a 1060) que va haver de suficar la revolta d'un cosí; després els seus pensaments van estar encaminats a embellir la ciutat de Fes. A la seva mort el 452 de l'hègira (1060) el va succeir el seu fill al-Fatuh ibn Dunas al que es va oposar el seu germà Adjisa ibn Dunas que es va apoderar de Fes. Es va iniicar una guerra civil que va durar més de dos anys fins que Adjisa va morir en combat i al-Fatuh va poder regnar sense oposició però als pocs mesos fou enderrocat per l'emir hamdànida Buluggin ibn Muhammad (1055-1062).
El príncep hammàdida es va retirar i els maghrawes van pujar al tron un parent del darrer emir, de nom Muannasar (o Muansar) ibn Hamad ibn Manusar ibn al-Muizz ibn Atiyya (1063) just per fer front als almoràvits que començaven a acostar-se al Marroc. El mateix 1063 Mannasar fou derrotat pels almoràvits en una gran batalla i es va haver de refugiar amb la tribu berbers Sadina, i Fes va caure en mans dels guerrers de Yússuf ibn Taixfín, però vers el 1065 el governador deixat per aquest a Fes fou derrotat per Muannasar que va recuperar la ciutat. El 1067 els almoràvits van assetjar Fes i Muannasar va intentar una sortida i es diu que va morir en la lluita (una altra versió diu que va fugir i va morir després lluitant contra els hammàdides)
La població de Fes va proclamar emir al fill, Tamim ibn Muannasar però el 1069 la ciutat va caure en mans dels almoràvits i Tamim fou executat; tres mil maghrawes, ifranites, miknasians i zenetes de Fes foren assassinats tanmateix per orde del sobirà almoràvit; una part dels que van poder escapar de la matança es van refugiar a Tlemcen; una altra part es van refugiar a al-Damma, una ciutat del nord del Marroc a la frontera país dels gomares (Ghomara) però aquesta fou assetjada pels almoràvits (1072/1073 seguns una font, 1078/1079 segons una altra) i finalment ocupada i els maghrawes locals massacrats. Al-Bakrí esmenta encara un tercer grup de maghrawes que es van dirigir a la regió entre Ceuta i Tetuan al límit del territori de la tribu berber Madjaska on diu que tenien un mercat anomanat Suk Bani Maghrawat (Mercat dels Banu Maghrawat) i no se sap si van sobreviure a la conquesta almoràvit però és possible que haguessin hagut de marxar cap a l'est, creuant el Muluya, per retornar al seu país d'origen, el Chelif.

## Emirs maghrawes de Fes
- Bulugguín ibn Ziri (pels fatimites) ocupació vers 979-980
- Muhàmmad ibn al-Khayr ibn Muhàmmad II 979-986
- Yaddu ibn Yala (dels Banu Ifran) vers 986-988 
  - Mukatil ibn Atiyya (que Ibn Khaldun esmenta com Attia al-Maghrawi) 986-988/989
- Ziri ibn Atiyya vers 989-997 (a Chelif i altres llocs del 998 al 1001)
- Ocupació omeia 997-999
- Al-Muïzz ibn Ziri 999-1026
- Hamama ibn al Muïzz ibn Atiyya 1026-1033
- Abu-l-Kamal Tamim ibn Ziri (dels Banu Ifran de Salé) 1033-1038
- Hamama ibn al Muïzz 1 1038 à 1040 o 1041.
- Abu Attaf Dunas ibn Hamama 1040 o 1041-1060
- Al-Fatuh ibn Dunas 1060
- Adjisa ibn Dunas 1060-1062
- Al-Fatuh ibn Dunas 1062
- Buluggin ibn Muhàmmad 1062-1063
- Muannasar (o Muansar) ibn Hamad ibn Manusar ibn al-Muizz ibn Atiyya 1063
- Ocupació almoràvit 1063-1065
- Muannasar (o Muansar) ibn Hamad ibn Manusar ibn al-Muizz ibn Atiyya 1065-1067
- Tamim ibn Muannasar 1067-1069
- Als almoràvits 1069